# Alexander Callens
Alexander Martín Marquinho Callens Asín (Callao, 1992. május 4. –) perui válogatott labdarúgó, a görög AÉK játékosa.

## Pályafutása

### Klubcsapatban
A Sport Boys saját nevelésű játékosa és itt lett profi labdarúgó. 2010. április 18-án mutatkozott be a León de Huánuco ellen. Június 19-én megszerezte első gólját az Inti Gas Deportes ellen. 2011 augusztusában kétéves szerződést írt alá a spanyol Real Sociedad csapatával, de a tartalékok között szerepelt. 2014. december 4-én debütált az első csapatban a kupában a Real Oviedo elleni 0–0-s mérkőzésen.
2015. augusztus 10-én egyéves szerződést kötött a Numancia csapatával. 2017. január 23-án felbontotta szerződését és csatlakozott az amerikai New York City-hez. Június 3-án szerezte meg első gólját a Philadelphia Union ellen.

### A válogatottban
2013. április 18-án mutatkozott be a perui labdarúgó-válogatottban a mexikói labdarúgó-válogatott elleni felkészülési mérkőzésen.